# Pneumatico chiodato

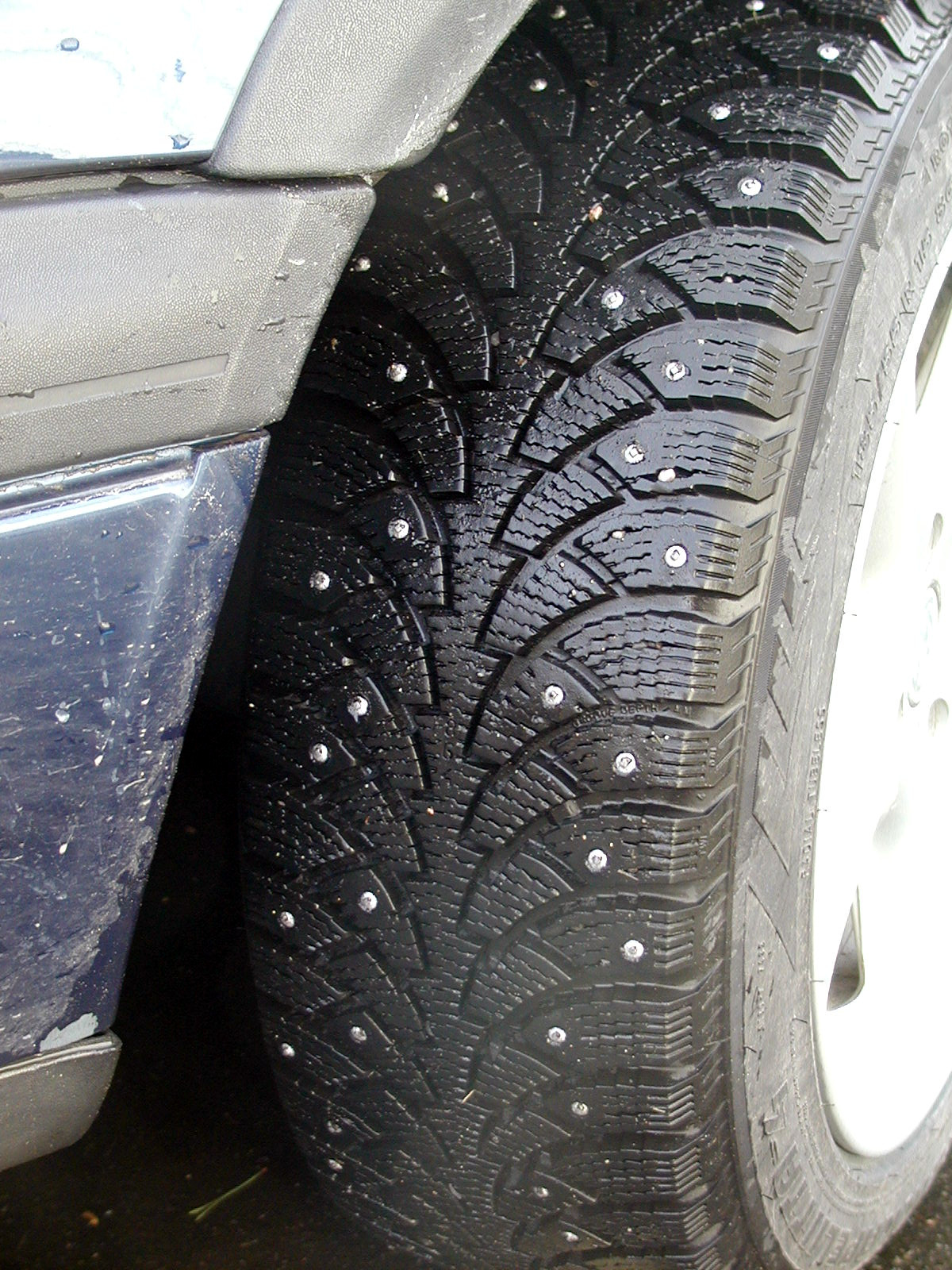
Pneumatico automobilistico chiodato

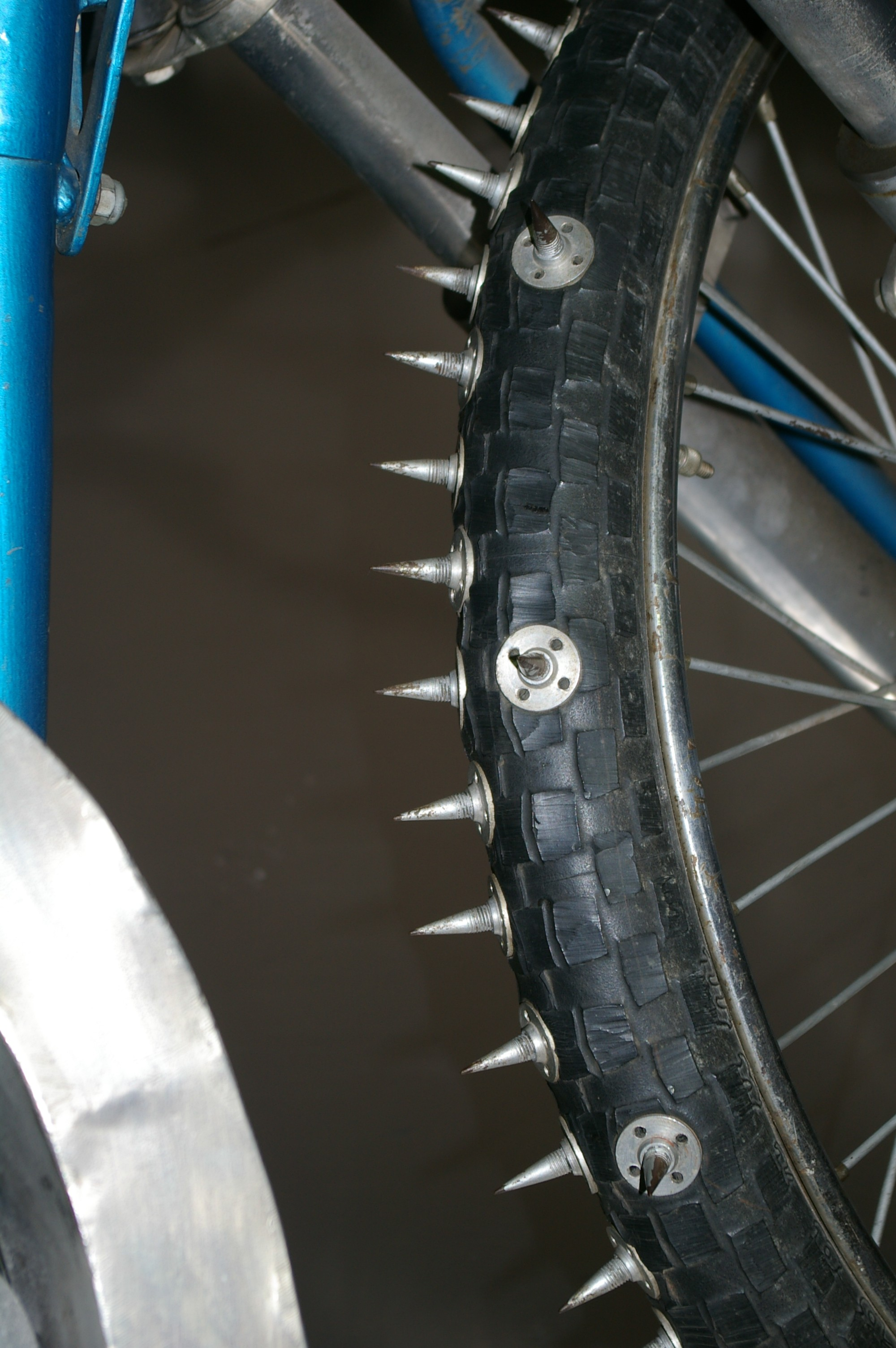
Pneumatico motociclistico chiodato per gare sul ghiaccio

Gli pneumatici chiodati sono pneumatici con un alto battistrada e muniti di chiodi i quali hanno il compito di mantenere l'aderenza sulle superfici ghiacciate: vengono infatti utilizzati nelle competizioni su ghiaccio sia di moto sia di auto, molto frequenti in Russia.

## Storia
Il pneumatico chiodato fu inventato nel 1905 dalla Continental.

## Normativa vigente
Questo tipo di pneumatico è vietato in alcuni paesi europei o in determinate tipologie di strade, mentre in altri paesi, come ad esempio in Finlandia, è obbligatorio utilizzare questo o altri tipi di coperture in determinati periodi dell'anno.
In Italia ne fu consentito l'uso in via sperimentale e con determinati vincoli solo con la circolare n. 104/2174/D del 24 febbraio 1966 (61 anni dopo la loro invenzione); successivamente a tale periodo vennero stabilite le condizioni d'impiego e le loro caratteristiche. La circolare del Ministero dei trasporti, direzione generale M.C.T.C., prot. 557/2174/D del 22 ottobre 1971, stabilì le caratteristiche degli pneumatici con chiodi, i quali non possono sporgere dal battistrada per oltre 1,5 mm e il numero per ruota deve essere compreso fra un minimo di 80 e un massimo di 160 a partire dalla misura più piccola fino a quella più grande degli pneumatici.
In Italia è consentita la circolazione dal 15 novembre al 15 aprile. Inoltre la circolazione con tale tipologia di pneumatici è vincolata ai seguenti obblighi: le gomme chiodate devono essere montate su tutte e quattro le ruote del veicolo (non solo su un asse come nel caso delle catene da neve) e dei loro eventuali rimorchi, inoltre il veicolo deve montare i paraspruzzi posteriori in modo da evitare che un chiodo, staccandosi accidentalmente dallo pneumatico, data l'elevata velocità della ruota, finisca per colpire i veicoli che lo seguono procurando danni; inoltre hanno come vincolo d'uso il limite massimo di velocità di 90 km/h lungo la viabilità ordinaria e di 120 km/h in autostrada.

## Caratteristiche
Attualmente il materiale dei chiodi può essere carburo di tungsteno, acciaio, ferro, o alluminio.
Questo pneumatico ha a suo vantaggio la direzionalità e il grip, sia in accelerazione sia in frenata essi sono nettamente superiori rispetto alle classiche catene.
Le gomme chiodate si trovano direttamente in commercio, oppure possono essere ricavate con dei chiodi artiglianti multiuso amovibili, applicabili a qualsiasi pneumatico (auto, moto, ecc.) tra le lamelle, tra i tasselli o sul tassello stesso del battistrada.

### Vantaggi e svantaggi
Questo pneumatico ha diversi vantaggi rispetto alle coperture tradizionali:
- può viaggiare su strade innevate, ghiacciate e anche su asfalto pulito (tuttavia si possono utilizzare solo in specifiche aree segnalate e non al di fuori di esse);
- ha caratteristiche di tenuta nettamente superiori in confronto alle catene da neve e agli pneumatici da neve lamellari;

Tuttavia presenta anche alcuni svantaggi:
- maggiore rumorosità su strade non innevate o ghiacciate;
- necessità di mantenere una velocità più bassa degli pneumatici normali o invernali lamellari.

Un comportamento da evitare è quello di far pattinare tali coperture sull'asfalto, in quanto è molto probabile che qualche chiodo si stacchi dalla gomma rischiando di danneggiare i passanti.